# Miomantis tenuis
Miomantis tenuis är en bönsyrseart som beskrevs av Giglio-tos 1917. Miomantis tenuis ingår i släktet Miomantis och familjen Mantidae. Inga underarter finns listade i Catalogue of Life.